# Дорохов, Алексей Семёнович
Алексе́й Семёнович До́рохов (род. 20 июля 1982 года, Калужская область) — российский учёный, специалист по механизации, автоматизации и роботизации сельского хозяйства, доктор технических наук (2012), Член-корреспондент РАН (2016), Профессор (2021), Академик РАН (2022).

## Биография
Родился в селе Барятино Барятинского района Калужской области. Окончил Московский государственный агроинженерный университет им. В. П. Горячкина (2004).
В 2004—2005 гг. — ведущий специалист, в 2005—2006 гг. — главный специалист ОАО «Росагроснаб». В 2006—2007 гг. — менеджер по продажам ООО «Линдекс Технолоджис», а в 2007—2008 гг. — на той же должности в ООО «Рекон».
С 2008 года — ассистент и с того же года — доцент, с 2009 года — заведующий кафедрой инженерной графики альма-матер. В 2014 году агроинженерный университет был присоединён к РГАУ – МСХА им. К. А. Тимирязева, где А. С. Дорохов — заведующий кафедрой инженерной и компьютерной графики, заместитель председателя диссертационного совета.
В 2014—2016 гг. — директор Института механики и энергетики им. В. П. Горячкина РГАУ — МСХА им. К. А. Тимирязева.
С 2016 г. — заместитель директора по научно-организационной работе Федерального научного агроинженерного центра ВИМ.
Председатель экспертного совета ВАК РФ по инженерным агропромышленным наукам.
Весной 2016 года получил почётное звание Российской академии наук профессора РАН, а в октябре того же года был избран членом-корреспондентом РАН по Отделению сельскохозяйственных наук.
В 2021 году присвоено ученое звание профессора.
2 июня 2022 года избран академиком РАН.

## Научная деятельность
Сфера профессиональной деятельности А. С. Дорохова — исследование вопросов обеспечения качества сельскохозяйственной техники на этапах разработки, модернизации, эксплуатации с использованием CALS-технологий. Обоснованы методы контроля и ремонта техники в условиях служб технического сервиса и дилерских предприятий, разработаны средства оценки качества изделий сельхозмашиностроения. Предложены варианты эффективного использования систем автоматизированного проектирования в процессе разработки сельскохозяйственной техники, что актуально в условиях информатизации жизненного цикла изделий.
Заместитель главных научных редакторов журнала «Вестник МГАУ» и «Международного научного журнала».

## Научные труды
А. С. Дорохов опубликовал более 100 научных трудов, две монографии и два учебника, имеет четыре патента на изобретения. Автор монографии «Входной контроль качества машиностроительной продукции, поставляемой сельскому хозяйству» (М.: Изд. цент МГАУ, 2010) и учебного пособия для студентов «Изобретательство и патентоведение» (М.: Изд-во РГАУ-МСХА, 2016).

## Награды
Награждён медалью 150-летия РГАУ-МСХА имени К. А. Тимирязева.